# Uất, Trương Gia Khẩu
Uất (chữ Hán giản thể: 蔚县) là một huyện thuộc địa cấp thị Trương Gia Khẩu, tỉnh Hà Bắc, Cộng hòa Nhân dân Trung Hoa. Huyện này có diện tích 3216 ki-lô-mét vuông, dân số năm 1999 là 449.710 người.. Mã số bưu chính của huyện Uất là 075700. Chính quyền quận Uất đóng ở trấn Uất Châu. Uất Châu là một trong Yên Vân Thập Lục Châu. Thời Chiến Quốc, ku vực này thuộc Đại quốc.